# آلباتروس آنتیپودی
آلباتروس آنتیپودی (نام علمی: Diomedea antipodensis) نام یک گونه از سرده آلباتروس‌های بزرگ است.